# Gabriele Noack
Gabriele Noack (* 30. April 1949 in Dresden als Gabriele Schumann) ist eine ehemalige deutsche Politikerin (CDU der DDR). Sie gehörte der letzten Volkskammer der DDR an.

## Leben und Beruf
Noack besuchte die Schule in Karl-Marx-Stadt. Nach ihrem Abitur absolvierte sie kurzzeitig eine Lehre zur Gärtnerin, anschließend studierte sie an der Humboldt-Universität Berlin und schloss als Diplom-Gartenbauingenieurin ab. Nach dem Studium war sie zunächst Sonderbeauftragte des Fachdirektors für Obst und Gartenbau in Berlin, danach übte sie verschiedene Leitungsfunktionen im Obst- und Gartenbau in ihrem Wohnort Bernau bei Berlin aus, etwa als Fachgebietsleiterin im Großhandel.
Nach der Wiedervereinigung kehrte sich in ihre sächsische Heimat zurück und wurde zunächst Beauftragte für Tourismus im Aufbaustab des sächsischen Finanzministeriums, später Referatsleiterin mit verschiedenen Funktionen im Sächsischen Staatsministerium für Wirtschaft, Arbeit und Verkehr.
Noack war zum Zeitpunkt ihrer Wahl in die Volkskammer geschieden, aus der Ehe gingen zwei Kinder hervor.

## Politik
Noack war Mitglied der CDU der DDR. Von 1988 bis 1990 war sie hauptamtliche Kreisgeschäftsführerin der CDU in Bernau. Bei der Volkskammerwahl 1990 kandidierte sie auf Listenplatz 5 der CDU-Liste im Wahlkreis Frankfurt/Oder, über den sie in die Volkskammer einzog. Dieser gehörte sie bis zur Auflösung am 2. Oktober 1990 an.